# Булс, Ян Савельевич
Ян Савельевич Булс (латыш. Jānis Buls; 1927 год, деревня Доротполе, Резекненский уезд, Латвия — 1 октября 1981 года) — бригадир полеводческой бригады колхоза «Эзерциемс» Рижского района Латвийской ССР. Герой Социалистического Труда (1966). Депутат Верховного Совета СССР 6-го созыва.

## Биография
Родился в 1927 году в крестьянской семье в деревне Доротполе Резекненского уезда, Латвия. Окончил среднюю школу. В послевоенные годы трудился в хозяйстве родителей. С 1949 года — рядовой колхозник в местном колхозе. Проходил срочную службу в Военно-морском флоте на военных судах Балтийского флота.
После военной службы вместе с родителями переехал в Рижский район. Проживал в посёлке Кримулда (сегодня в городских границах города Сигулда). С 1954 года трудился рядовым колхозником и с 1955 года — бригадиром 2-й полеводческой бригады колхоза «Эзерциемс» Рижского района.
Бригада Яна Булса занималась выращиванием зерновых и картофеля. В 1965 году бригада под руководством Яна Булса собрала в среднем по 231 центнера картофеля на участке площадью 32 гектара и зерновых — свыше 20 центнеров с каждого гектара. Указом Президиума Верховного Совета СССР от 30 апреля 1966 года удостоен звания Героя Социалистического Труда «за успехи, достигнутые в увеличении производства и заготовок картофеля» с вручением ордена Ленина и золотой медали Серп и Молот.
В первые годы Восьмой пятилетки (1966—1970) бригада Яна Булса соревновалась с бригадой Яна Канепса. По итогам 1967 года собрала в среднем с каждого гектара в среднем по 25,7 центнеров зерновых и заняла второе место в колхозном социалистическом соревновании после бригады Яна Канепса, которая собрала в среднем с каждого гектара по 27 центнеров зерновых.
Избирался депутатом Верховного Совета Латвийской ССР 6-го созыва от Сигулдского избирательного округа № 269 (1967—1971), депутатом Кримулдского сельского Совета народных депутатов и с 1970 года — членом Республиканского совета колхозов.
Умер в октябре 1981 года. Похоронен на Северном кладбище в Сигулде.